# Јоаким Вујић
Јоаким Вујић (Баја, 9. септембар(јк) /20. септембар 1772 — Београд, 8. новембар(јк) / 20. новембар 1847) био је српски књижевник, глумац, један од оснивача позоришног живота у Србији и Војводини  и аутор преко четрдесет различитих дела.

## Биографија
Јоаким Вујић се родио 19. септембра 1772. у Баји од родитеља Григорија и Јевре као једно од једанаесторо деце. Отац Гига је био сапунџија и ситни трговац. Школовао се у Баји, Новом Саду, Калачи, Острогону и Пожуну, где је изучио права.  Овде је редовно посећивао позоришне представе. Полазећи одатле, Вујић је записао следеће: „Обиђем све моје премиле стазе, по којима сам се прохождавао, читао и моје школске материје учио, најпосле пољубим и све, а наипаче моја премила древеса са сузама оросим, грлећи и љубећи и, под којима сам седио и различие општеполезне књиге читао“.
Занесен примером Доситеја Обрадовића, кога је срео у Бечу 1795. године, кренуо је на пут. Имајући на путу различитих доживљаја, Вујић је био у Карловцу и у Загребу, одакле се 7. јула 1797. вратио у родну Бају да помогне родитељима који беху пострадали. О томе је прибележио: „Мени онда, казује, да је било могуће, пак да сам онда био на онаковоме месту, гди се људи продају - ja би се онда сам био дао продати, да би само могао моје предраге родитеље од њиове, туге и печали избавити, пак њи у њиово спокојство и тишину поставити“.
Јоаким Вујић је учитељевао по разним местима Угарске, а потом је кренуо на путовање. Пошао је у Трст и уз романтичан сукоб с хајдуцима, у Трст је стигао на покладе 1801. где се издржавао као домаћи учитељ. Овде је Вујић учио туђе језике и убрзо написао своју Француску граматику (Будим, 1805). У Трсту је упознао Викентија Ракића, писца и преводиоца драмских дела на српски језик, јеромонаха Саву Поповића и велетрговца Антонија Квекића.
Вујић је путовао по Италији, па оставивши учитељство, према његовим записима - чија је веродостојност доведена у питање - ступио је на брод као писар. Посетио је Мореју, Архипелаг, Малу Азију, Цариград, Крим, био је и у Солуну и на афричкој обали, где је гледао хватање крокодила по Нилу, а у повратку ка Трсту његов је брод имао битку с турским морским разбојницима.
Ради штампања својих списа одлази у Пешту. Намеравајући је да се настани у Србији одлази у Земун, где остаје од 1806. до 1809. У Земуну је учитељевао и писао. Овде је био осумњичен да је — прича Вујић — у револуционарној вези с Доситијем из Београда и Наполеоном Великим, те је пола године био у истражном затвору, где је урадио превод Дефоевог „Робинсона“ и још једне књижице.
У јесен 1810. године у Сентандреји се оженио богатом удовицом Пелагијом Манојловић, међутим, у браку није био срећан. Исте године је објавио свој роман „Алексис и Надина“, а такође и моралну приповетку „Робинсон млађи“.
Вујић је учествовао и у припремама представе Иштвана Балога „Црни Ђорђе или Заузеће Београда од Турака“ која је била изведена на мађарском језику са српским песмама 12. септембра 1812. године у пештанском Мађарском театру, у Рондели. Одушевљена публика је са овацијама испратила ову представу.
21. августа 1813. Вујић је за признање културног и просветног рада од цара Франца I добио признање које му је уручено у пештанској Градској управи.
Дана 24. августа 1813. године, поново у Рондели на пештанској обали Дунава, на позорници Мађарског театра, Јоаким Вујић приређује прву световну и грађанску позоришну представу на српском језику: „Крешталица“ (нем. "Der Papagoy") од популарног немачког списатеља Аугуста Коцебуа. Прву вест о овој представи пренеле су „Новине сербске из царствујушче Вијене“ Димитрија Давидовића. По овом сценарију је 1966. снимљен филм Крешталица. 200-годишњица ове представе је свечано обележена у Крагујевцу 2013. године представом „Ноћ у кафани Титаник“.
После тога следиле су представе у Баји, Сегедину, Новом Саду, Земуну, Темишвару, Панчеву и Араду.
Јоаким Вујић је у Пешти упознао познатог романописца Милована Видаковића и Уроша Несторовића.
Дана 18. јануара 1815. у Баји је изведено Вујићево дело „Инкле и Јарика“ у три чина.
У јесен 1823. Јоаким Вујић је први пут боравио у Србији.
Године 1828. Јоаким Вујић је у Будиму штампао „Путешествије по Сербији“; пре тога је већ било изишло његово „Новое земљеописаније“. Дане очајања, због пропалог брака, провео је у манастиру Бездину, где је 1831 — 1832. написао и своју аутобиографију.
Време између 1835 — 1839. провео је у Србији, већином у Крагујевцу, где је у двору Кнеза Милоша приређивао позоришне представе. Вујић је дошао на позив Кнеза у јесен 1834. године и постављен је за директора Књажеско-србског театра са задатком да организује рад позоришта. Прве представе одржане су у време заседања Сретењске скупштине од 2. до 4. фебруара 1835. године, када су приказани Вујићеви комади уз музику коју је компоновао Јожеф Шлезингер. Вујић је у 1835. години приказао пет премијера, ито следећих драмских дела: Фернандо и Јарика, Ла Пејруз, Бедни стихотворац, Бегунац и Шнајдерски калфа. Одласком Милоша и Вујић је морао да напусти Србију. Путовао је по Молдавији, био је и у Одеси, а у једном руском манастиру сређивао је опис ових својих путовања.
Вујићев путопис „Путешествије по Унгарији, Валахији, Молдавији, Басарабији, Херсону и Криму“ (Београд 1845) садржи занимљива запажања, често врло корисне податке, али је писан невешто и некњижевно, сувопарно, готово само документарни.
Последње године свога живота Јоаким Вујић је провео у Београду у оскудици. Ипак је био живнуо видећи да се у Србији све више утврђује позориште.
Умро је 8. новембра 1847. године, очекујући први повезани примерак своје нове књиге „Ирина и Филандар“. Јоаким Вујић је сахрањен у гробу Симе Милутиновића Сарајлије у близини цркве Светог Марка на старом ташмајданском гробљу у Београду. Гроб му је касније заметен. Вујићева слика је позната по нацрту који је сам приложио својој аутобиографији.
Забележио је разговоре са многим лицима о најразличитијим стварима. Расправљао је о питањима књижевног језика а такође и о правопису. Бранио је стари правопис и славеносербски језик.

## Дела

### Објављена драмска дела
- Фернандо и Јарика, једна јавнаја игра у трима дјејствијима, Будим 1805. године,
- Љубовна завист чрез једне ципеле, једна веселаја игра у једном дјејствију, Будим 1807. године,
- Награжденије и наказаније, једна сеоска игра у два дјејствија, Будим 1809. године,
- Крешталица, једно јавно позориште у три дјејствија, Будим 1914. године,
- Серпски вожд Георгиј Петрович, иначе речени Црни или Отјатије Београда од Турака. Једно ироическо позориште у четири дјејствија, Нови Сад 1843. године,
- Шнајдерски калфа, једна весела с песмама игра у два дјејствија, Београд 1960. године. Набрежноје право, драматическоје позорје, Београд 1965. године,
- Добродељни дервиш или Звекетуша капа, једна волшебна игра у три дјејствија, Крагујевац 1983. године.[11]

### Драмска дела у рукопису
- Шпањоли у Перувији или Ролова смерт, 1812,
- Набрежноје право, 1812,
- Жертва смерти, 1812,
- Сибињска шума, 1820,
- Негри или Љубов ко сочоловјеком својим, 1821,
- Предувјереније сверху состојанија и рожденија, 1826,
- Добродељни дервиш или Звекетуша капа, 1826,
- Сестра из Будима или Шнајдерски калфа, 1826,
- Пауника Јагодинка, 1832,
- Ла Пејруз или Великодушије једне дивје, 1834,
- Љубовна завист чрез једне ципеле, 1805,
- Стари војак, 1816,
- Карташ, 1821,
- Девојачки лов 1826,
- Обрученије или Дјетска должност сверху љубве, 1826,
- Сваке добре вешчи јесу три, 1826,
- Сирома стихотворац, 1826,
- Селико и Бериза или Љубав измежду Негри, 1826,
- Сирома тамбурџија, 1826,
- Сербска принцеза Анђелија, 1837,
- Дјевица из Маријенбурга, 1826,
- Знајеми вампир, 1812.[11]